# Koebraam
Koebraam (Rubus ulmifolius) is een soort uit het geslacht braam (Rubus).

## Verspreiding in Nederland
Landelijk gezien is koebraam in Nederland een zeldzame soort. Haar landelijke verspreidingsgebied kent twee zeer uitgesproken zwaartepunten in Zuid-Limburg en in Zeeland, waar ze vrij algemeen is.

## Syntaxonomie

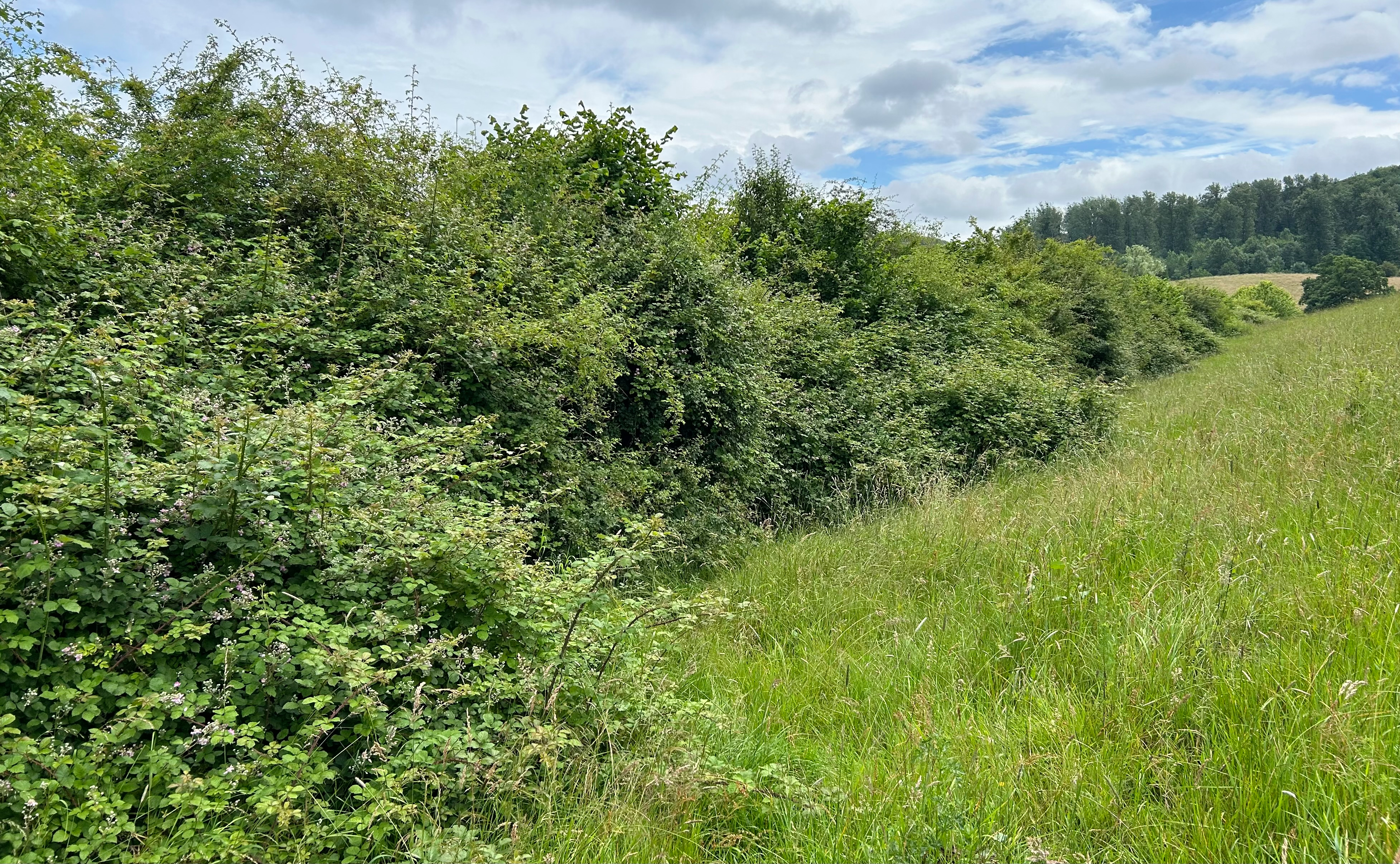
Bloeiende koebraam in een lijnvormig loofstruweel van de associatie van sleedoorn en eenstijlige meidoorn.

Koebraam geldt als zwakke kensoort voor de klasse van doornstruwelen (Rhamno-Prunetea). Haar optimum vindt zij hier in de naar haar vernoemde subassociatie binnen de associatie van sleedoorn en eenstijlige meidoorn (Pruno-Crataegetum rubetosum ulmifolii). Een ander opvallend voorkomen laat de soort zien in struwelen van de associatie van gaspeldoorn en eenstijlige meidoorn (Rubo ulmifolii-Ulicetum europaei).

## Fotogalerij

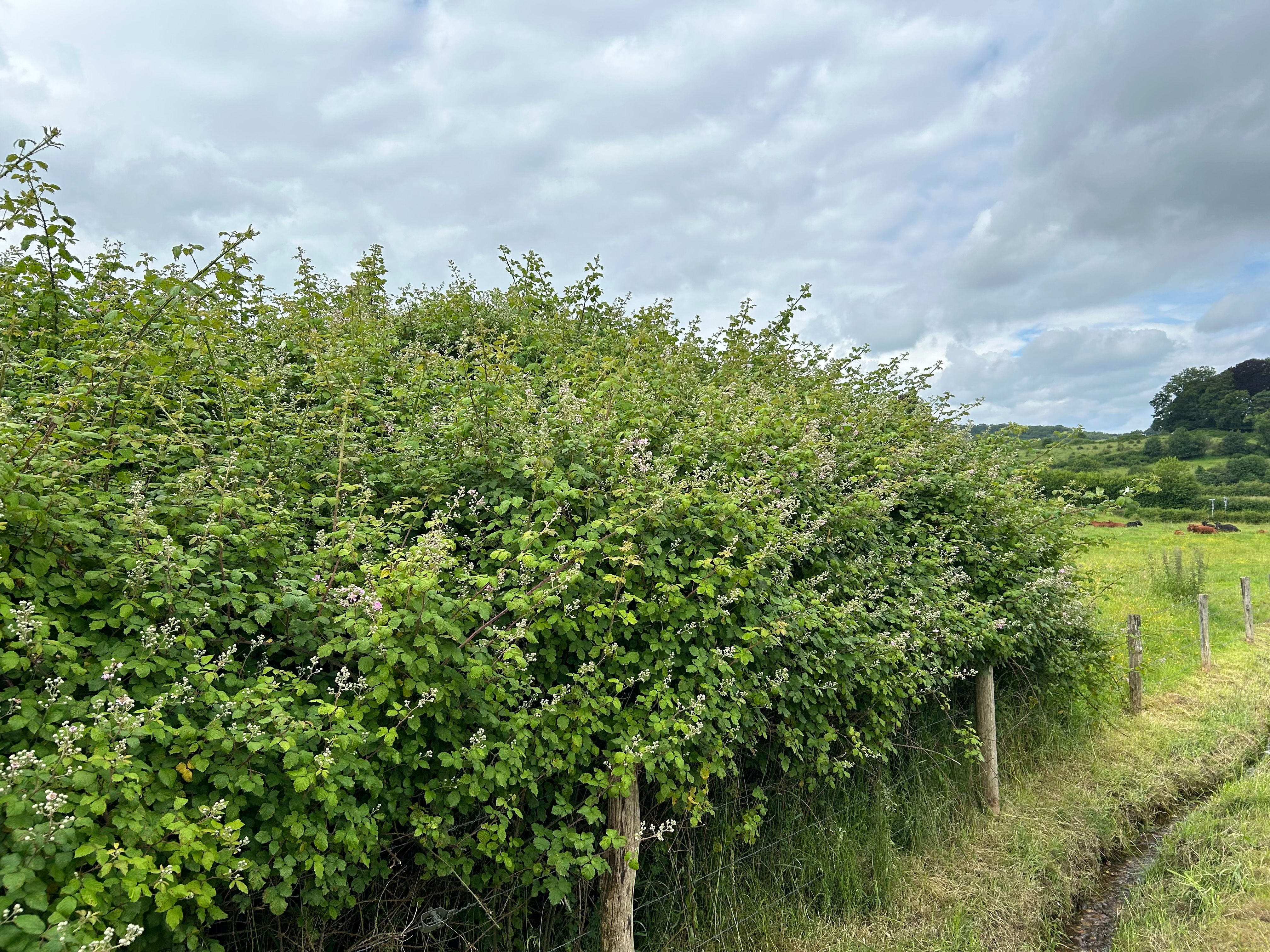
Een struweel met veel koebraam
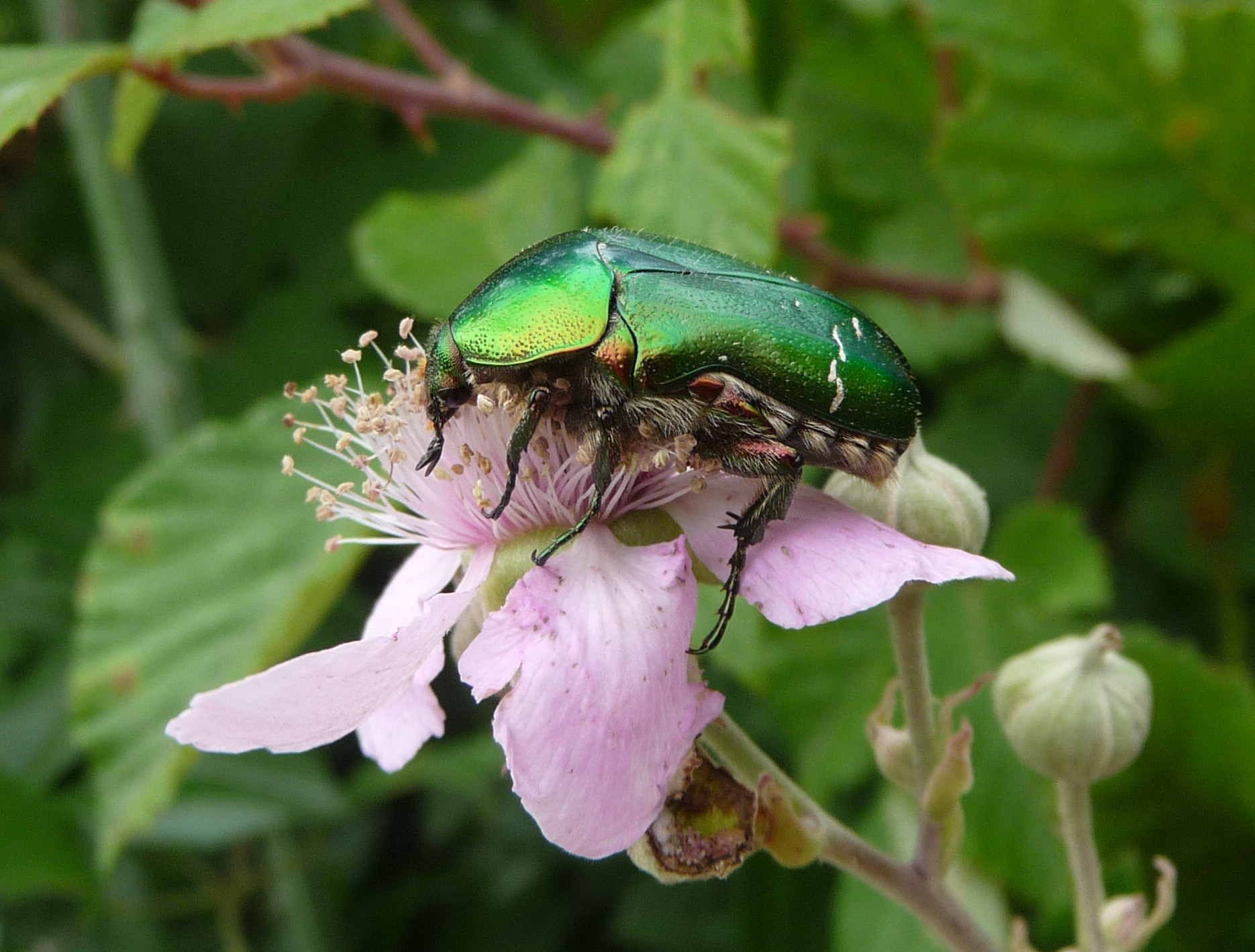
Een gouden tor op een bloem van koebraam
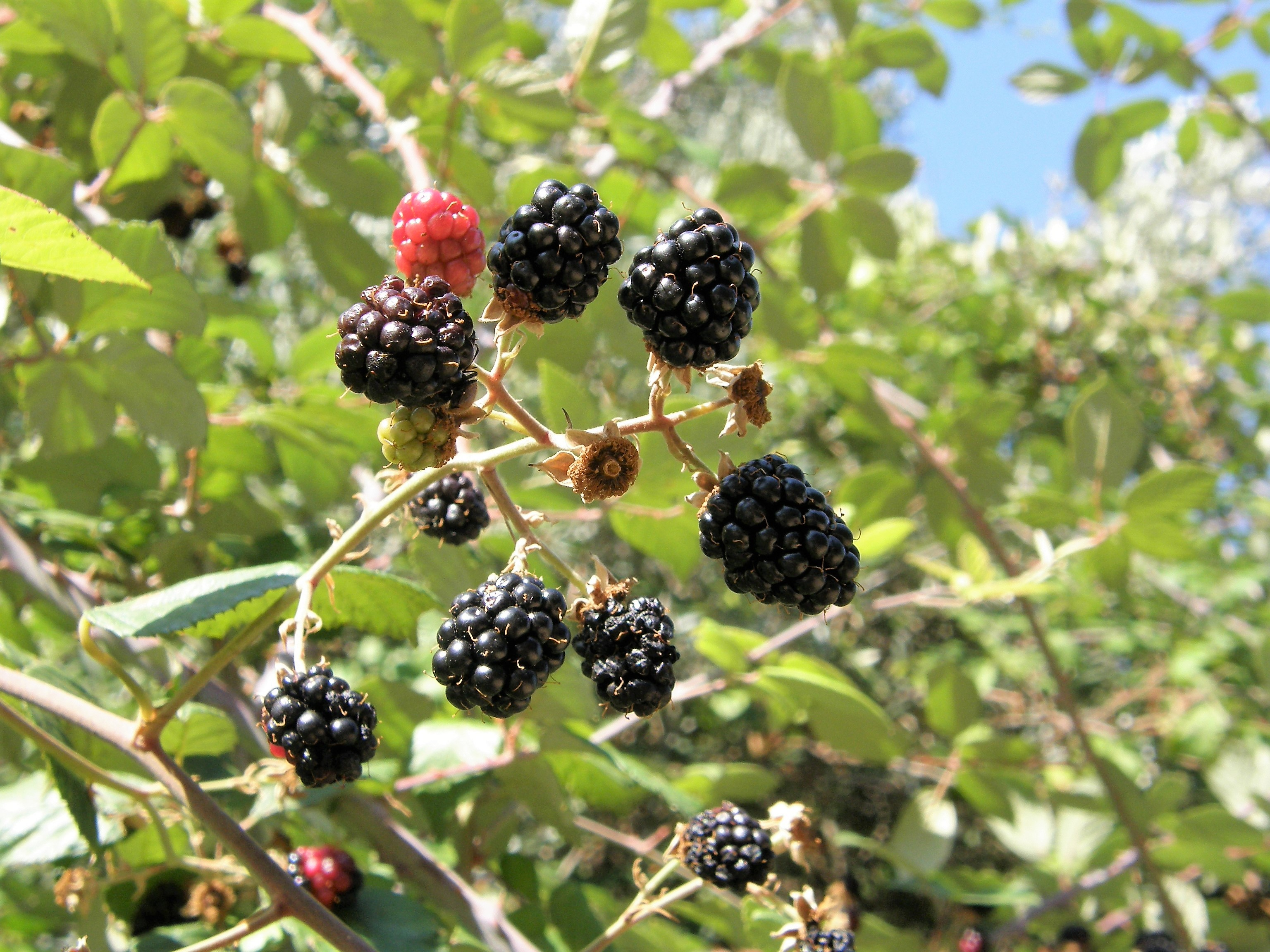
Een close-up van rijpe vruchten
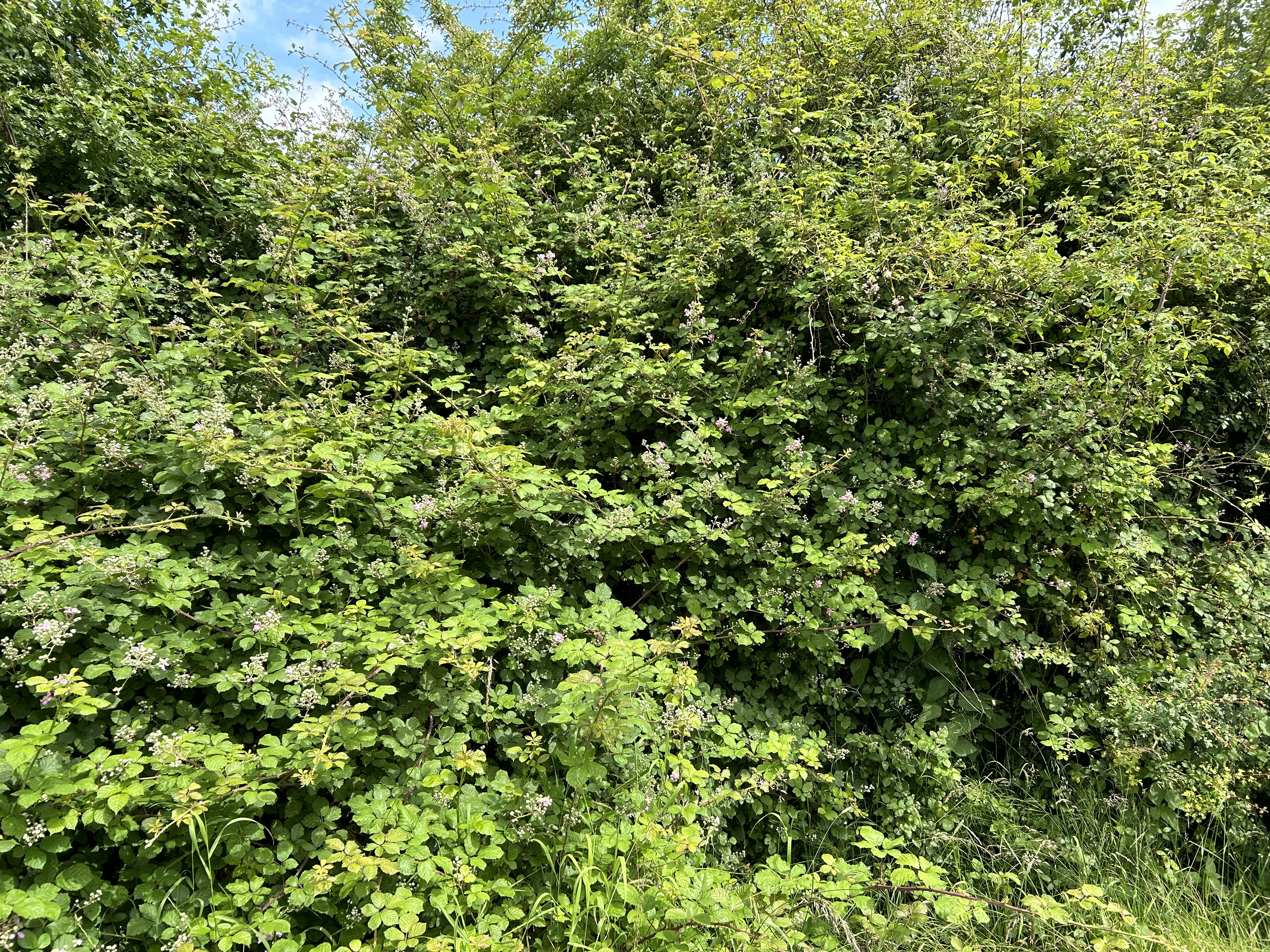
Habitus van koebraam in een heg
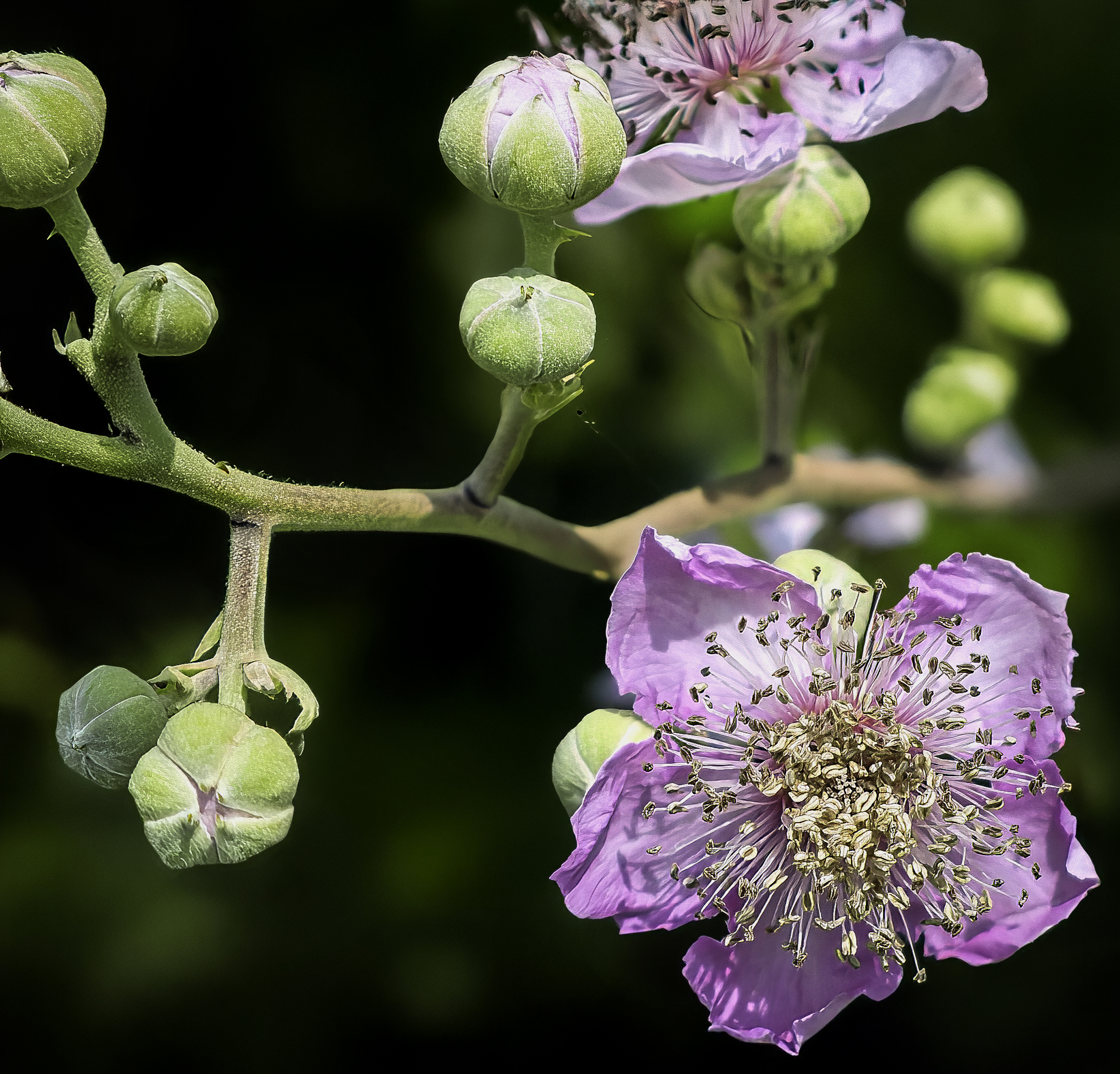
Bloem en knoppen